# Élections départementales de 2015 dans l'Essonne
Les élections départementales ont eu lieu les 22 et 29 mars 2015.

## Contexte départemental

### Assemblée départementale sortante
Avant les élections, le conseil général de l'Essonne est présidé par Jérôme Guedj (PS).
Il comprend 42 conseillers généraux issus des 42 cantons de l'Essonne.
Après le redécoupage cantonal de 2014, ce sont 42 conseillers départementaux qui seront élus au sein des 21 nouveaux cantons de l'Essonne.
En 2014, l'assemblée départementale est dirigée par quatre groupes : celui du Parti socialiste présidé par Jérôme Guedj qui regroupe dix-huit conseillers, le groupe du Front de gauche présidé par Marjolaine Rauze qui compte quatre conseillers, le groupe divers gauche qui compte trois membres et le groupe Europe Écologie Les Verts qui compte un membre.
L'opposition se divise en deux groupes, celui de l'Union pour un mouvement populaire et apparentés (UMP et UDI) présidé par Jean-Pierre Delaunay qui compte douze membres et le groupe Union pour l'Essonne (DVD, DLR et NC) de sensibilité divers droite groupant quatre membres présidé par Thomas Joly.
| Parti                                       | Sigle | Sigle | Elus |
| ------------------------------------------- | ----- | ----- | ---- |
| Majorité (26 sièges)                        |       |       |      |
| Groupe Parti socialiste (18 sièges)         |       |       |      |
| Parti socialiste                            |       | PS    | 18   |
| Groupe Front de gauche (4 sièges)           |       |       |      |
| Parti communiste français                   |       | FG    | 4    |
| Groupe Divers gauche (3 sièges)             |       |       |      |
| Divers gauche                               |       | DVG   | 3    |
| Groupe Europe Écologie Les Verts (1 sièges) |       |       |      |
| Europe Écologie Les Verts                   |       | EELV  | 1    |
| Opposition (16 sièges)                      |       |       |      |
| Groupe UMP et apparentés (12 sièges)        |       |       |      |
| Union pour un mouvement populaire           |       | UMP   | 11   |
| Union des démocrates et indépendants        |       | UDI   | 1    |
| Groupe Union pour l'Essonne (4 sièges)      |       |       |      |
| Divers droite                               |       | DVD   | 2    |
| Union des démocrates et indépendants        |       | UDI   | 1    |
| Debout la France                            |       | DLF   | 1    |
| Président du conseil général                |       |       |      |
| Jérôme Guedj (PS)                           |       |       |      |

### Assemblée départementale élue
| Parti                                | Sigle | Sigle | Elus |
| ------------------------------------ | ----- | ----- | ---- |
| Majorité (30 sièges)                 |       |       |      |
| Union pour un mouvement populaire    |       | UMP   | 20   |
| Union des démocrates et indépendants |       | UDI   | 2    |
| Divers droite                        |       | DVD   | 4    |
| Debout la France                     |       | DLF   | 2    |
| MoDem                                |       | MoDem | 1    |
| Sans étiquette                       |       | SE    | 1    |
| Opposition (12 sièges)               |       |       |      |
| Parti socialiste                     |       | PS    | 9    |
| Europe Écologie Les Verts            |       | EELV  | 2    |
| Parti communiste français            |       | FG    | 1    |
| Président du conseil départemental   |       |       |      |
| François Durovray (UMP)              |       |       |      |

## Résultats à l'échelle du département

### Résultats par nuances du ministère de l'Intérieur
Les nuances utilisées par le ministère de l'Intérieur ne tiennent pas compte des alliances locales.
|             | UMP                | 60 918  | 17,06  | 77 736  | 23,04  | 16 |  |  |
|             | Union de la droite | 51 784  | 14,51  | 70 246  | 20,82  | 10 |  |  |
|             | DVD                | 15 520  | 4,35   | 7 646   | 2,27   | 2  |  |  |
|             | DLF                | 14 177  | 3,97   | 9 797   | 2,90   | 2  |  |  |
|             | MoDem              | 1 788   | 0,50   |         |        |    |  |  |
|             | Droite             | 144 187 | 40,39  | 165 425 | 49,03  | 30 |  |  |
|             |                    |         |        |         |        |    |  |  |
|             | Union de la gauche | 101 154 | 28,34  | 118 198 | 35,03  | 12 |  |  |
|             | FG                 | 17 177  | 4,81   |         |        |    |  |  |
|             | PS                 | 11 182  | 3,13   | 14 221  | 4,21   | 0  |  |  |
|             | DVG                | 1 263   | 0,35   |         |        |    |  |  |
|             | PCF                | 948     | 0,27   |         |        |    |  |  |
|             | Gauche             | 131 724 | 36,90  | 132 419 | 39,25  | 12 |  |  |
|             |                    |         |        |         |        |    |  |  |
|             | FN                 | 81 082  | 22,71  | 39 548  | 11,72  | 0  |  |  |
|             |                    |         |        |         |        |    |  |  |
| Inscrits    | Inscrits           | 782 340 | 100,00 | 782 368 | 100,00 |    |  |  |
| Abstentions | Abstentions        | 411 322 | 52,58  | 419 052 | 53,56  |    |  |  |
| Votants     | Votants            | 371 018 | 47,42  | 363 316 | 46,44  |    |  |  |
| Blancs      | Blancs             | 9 778   | 2,64   | 17 969  | 4,95   |    |  |  |
| Nuls        | Nuls               | 4 247   | 1,14   | 7 955   | 2,19   |    |  |  |
| Exprimés    | Exprimés           | 356 993 | 96,22  | 337 392 | 92,86  |    |  |  |

### Résultats par canton
| Canton                    | Conseiller sortant             | Parti               | Parti       | Conseiller élu         | Parti           | Parti           |
| ------------------------- | ------------------------------ | ------------------- | ----------- | ---------------------- | --------------- | --------------- |
| Arpajon                   | Pascal Fournier                |                     | PS          | Dominique Bougraud     |                 | UDI             |
| Arpajon                   | Pascal Fournier                | Alexandre Touzet    | PS          |                        | UMP             |                 |
| Athis-Mons                | Patrice Sac                    |                     | PS          | Pascal Picard          |                 | UMP             |
| Athis-Mons                | Patrice Sac                    | Christine Rodier    | PS          |                        | UMP             |                 |
| Bièvres                   | Thomas Joly*                   |                     | DVD         | Canton supprimé        | Canton supprimé | Canton supprimé |
| Brétigny-sur-Orge         | Michel Pouzol                  |                     | PS          | Nicolas Méary          |                 | UDI             |
| Brétigny-sur-Orge         | Michel Pouzol                  | Sophie Rigault      | PS          |                        | UMP             |                 |
| Brunoy                    | Édouard Fournier*              |                     | PS          | Canton supprimé        | Canton supprimé | Canton supprimé |
| Chilly-Mazarin            | Gérard Funès*                  |                     | PS          | Canton supprimé        | Canton supprimé | Canton supprimé |
| Corbeil-Essonnes          | Canton créé                    | Canton créé         | Canton créé | Jean-Pierre Bechter    |                 | UMP             |
| Corbeil-Essonnes          | Canton créé                    | Canton créé         | Canton créé | Caroline Varin         |                 | DVD             |
| Corbeil-Essonnes-Est      | Carlos Da Silva*               |                     | PS          | Canton supprimé        | Canton supprimé | Canton supprimé |
| Corbeil-Essonnes-Ouest    | Bruno Piriou                   |                     | PCF         | Canton supprimé        | Canton supprimé | Canton supprimé |
| Dourdan                   | Dominique Écharoux             |                     | UMP         | Dany Boyer             |                 | DVD             |
| Dourdan                   | Dominique Écharoux             | Dominique Écharoux  | UMP         |                        | UMP             |                 |
| Draveil                   | Florence Fernandez de Ruidiaz* |                     | UMP         | Aurélie Gros           |                 | UMP             |
| Draveil                   | Florence Fernandez de Ruidiaz* | Georges Tron        | UMP         |                        | UMP             |                 |
| Épinay-sous-Sénart        | Monique Ntinou*                |                     | PS          | Damien Allouch         |                 | PS              |
| Épinay-sous-Sénart        | Monique Ntinou*                | Annick Dischbein    | PS          |                        | PS              |                 |
| Étampes                   | Jean Perthuis*                 |                     | UMP         | Marie-Claire Chambaret |                 | DVD             |
| Étampes                   | Jean Perthuis*                 | Guy Crosnier        | UMP         |                        | UMP             |                 |
| Étréchy                   | Claire-Lise Campion*           |                     | PS          | Canton supprimé        | Canton supprimé | Canton supprimé |
| Évry                      | Canton créé                    | Canton créé         | Canton créé | Ronan Fleury           |                 | PS              |
| Évry                      | Canton créé                    | Canton créé         | Canton créé | Fatoumata Koïta        |                 | PS              |
| Évry-Nord                 | Fatoumata Koïta                |                     | PS          | Canton supprimé        | Canton supprimé | Canton supprimé |
| Évry-Sud                  | Francis Chouat*                |                     | PS          | Canton supprimé        | Canton supprimé | Canton supprimé |
| La Ferté-Alais            | Caroline Parâtre               |                     | UMP         | Canton supprimé        | Canton supprimé | Canton supprimé |
| Gif-sur-Yvette            | Michel Bournat                 |                     | UMP         | Michel Bournat         |                 | UMP             |
| Gif-sur-Yvette            | Michel Bournat                 | Laure Darcos        | UMP         |                        | UMP             |                 |
| Grigny                    | Claude Vazquez*                |                     | PCF         | Canton supprimé        | Canton supprimé | Canton supprimé |
| Juvisy-sur-Orge           | Étienne Chaufour*              |                     | PS          | Canton supprimé        | Canton supprimé | Canton supprimé |
| Limours                   | Nicolas Schoettl*              |                     | UDI         | Canton supprimé        | Canton supprimé | Canton supprimé |
| Longjumeau                | Marianne Duranton              |                     | UDI         | Sandrine Gelot-Rateau  |                 | UMP             |
| Longjumeau                | Marianne Duranton              | Claude Pons         | UDI         |                        | UMP             |                 |
| Massy                     | Canton créé                    | Canton créé         | Canton créé | Jérôme Guedj           |                 | PS              |
| Massy                     | Canton créé                    | Canton créé         | Canton créé | Rafika Rezgui          |                 | PS              |
| Massy-Est                 | Jérôme Guedj                   |                     | PS          | Canton supprimé        | Canton supprimé | Canton supprimé |
| Massy-Ouest               | Guy Bonneau*                   |                     | EÉLV        | Canton supprimé        | Canton supprimé | Canton supprimé |
| Mennecy                   | Patrick Imbert                 |                     | UMP         | Patrick Imbert         |                 | UMP             |
| Mennecy                   | Patrick Imbert                 | Caroline Parâtre    | UMP         |                        | UMP             |                 |
| Méréville                 | Guy Crosnier                   |                     | UMP         | Canton supprimé        | Canton supprimé | Canton supprimé |
| Milly-la-Forêt            | Jean-Jacques Boussaingault*    |                     | UMP         | Canton supprimé        | Canton supprimé | Canton supprimé |
| Montgeron                 | Gérald Hérault*                |                     | DVG         | Canton supprimé        | Canton supprimé | Canton supprimé |
| Montlhéry                 | Jérôme Cauët                   |                     | PS          | Canton supprimé        | Canton supprimé | Canton supprimé |
| Morsang-sur-Orge          | Marjolaine Rauze               |                     | PCF         | Canton supprimé        | Canton supprimé | Canton supprimé |
| Orsay                     | David Ros                      |                     | PS          | Canton supprimé        | Canton supprimé | Canton supprimé |
| Palaiseau                 | Claire Robillard               |                     | PS          | Anne Launay            |                 | EÉLV            |
| Palaiseau                 | Claire Robillard               | David Ros           | PS          |                        | PS              |                 |
| Ris-Orangis               | Stéphane Raffalli              |                     | PS          | Hélène Dian-Leloup     |                 | EÉLV            |
| Ris-Orangis               | Stéphane Raffalli              | Stéphane Raffalli   | PS          |                        | PS              |                 |
| Milly-la-Forêt            | Jean-Pierre Delaunay*          |                     | UMP         | Canton supprimé        | Canton supprimé | Canton supprimé |
| Saint-Germain-lès-Corbeil | François Fuseau*               |                     | UMP         | Canton supprimé        | Canton supprimé | Canton supprimé |
| Saint-Michel-sur-Orge     | Clothilde Buffone*             |                     | DVG         | Canton supprimé        | Canton supprimé | Canton supprimé |
| Sainte-Geneviève-des-Bois | Frédéric Petitta               |                     | PS          | Frédéric Petitta       |                 | PS              |
| Sainte-Geneviève-des-Bois | Frédéric Petitta               | Marjolaine Rauze    | PS          |                        | PCF             |                 |
| Savigny-sur-Orge          | Éric Mehlhorn                  |                     | UMP         | Éric Mehlhorn          |                 | UMP             |
| Savigny-sur-Orge          | Éric Mehlhorn                  | Brigitte Vermillet  | UMP         |                        | UMP             |                 |
| Les Ulis                  | Maud Olivier                   |                     | PS          | Dominique Fontenaille  |                 | DVD             |
| Les Ulis                  | Maud Olivier                   | Françoise Marhuenda | PS          |                        | SE              |                 |
| Vigneux-sur-Seine         | Didier Hoeltgen                |                     | PS          | François Durovray      |                 | UMP             |
| Vigneux-sur-Seine         | Didier Hoeltgen                | Nicole Poinsot      | PS          |                        | UMP             |                 |
| Villebon-sur-Yvette       | Dominique Fontenaille          |                     | DVD         | Canton supprimé        | Canton supprimé | Canton supprimé |
| Viry-Châtillon            | Paul Da Silva                  |                     | DVG         | Jérôme Bérenger        |                 | UMP             |
| Viry-Châtillon            | Paul Da Silva                  | Sylvie Gibert       | DVG         |                        | MoDem           |                 |
| Yerres                    | Nicole Lamoth*                 |                     | DLF         | Olivier Clodong        |                 | DLF             |
| Yerres                    | Nicole Lamoth*                 | Martine Sureau      | DLF         |                        | DLF             |                 |

* Conseillers généraux sortants ne se représentant pas 

## Résultats par canton

### Canton d'Arpajon
| Candidats            | Candidats          | Partis      | Partis      | Premier tour | Premier tour | Second tour | Second tour |
| Candidats            | Candidats          | Partis      | Partis      | Voix         | %            | Voix        | %           |
| -------------------- | ------------------ | ----------- | ----------- | ------------ | ------------ | ----------- | ----------- |
| 1                    | Alain Buffle       |             | FN          | 5 008        | 26,91        | 3 960       | 20,63       |
| 1                    | Catherine Morin    |             | FN          | 5 008        | 26,91        | 3 960       | 20,63       |
| 2                    | Pascal Fournier*   |             | PS          | 5 918        | 31,80        | 7 496       | 39,06       |
| 2                    | Nicole Perrier     |             | PS          | 5 918        | 31,80        | 7 496       | 39,06       |
| 3                    | Dominique Bougraud |             | UDI         | 6 134        | 32,96        | 7 735       | 40,31       |
| 3                    | Alexandre Touzet   |             | UMP         | 6 134        | 32,96        | 7 735       | 40,31       |
| 4                    | Annie Dailly       |             | FG          | 1 549        | 8,32         |             |             |
| 4                    | Alexandre Fels     |             | FG          | 1 549        | 8,32         |             |             |
|                      |                    |             |             |              |              |             |             |
| Inscrits             | Inscrits           | Inscrits    | Inscrits    | 38 980       | 100,00       | 38 978      | 100,00      |
| Abstentions          | Abstentions        | Abstentions | Abstentions | 19 662       | 50,44        | 19 169      | 49,18       |
| Votants              | Votants            | Votants     | Votants     | 19 318       | 49,56        | 19 809      | 50,82       |
| Blancs               | Blancs             | Blancs      | Blancs      | 479          | 2,48         | 399         | 2,01        |
| Nuls                 | Nuls               | Nuls        | Nuls        | 230          | 1,19         | 219         | 1,11        |
| Exprimés             | Exprimés           | Exprimés    | Exprimés    | 18 609       | 96,33        | 19 191      | 96,88       |
| * conseiller sortant |                    |             |             |              |              |             |             |

### Canton d'Athis-Mons
| Candidats            | Candidats                | Partis      | Partis      | Premier tour | Premier tour | Second tour | Second tour |
| Candidats            | Candidats                | Partis      | Partis      | Voix         | %            | Voix        | %           |
| -------------------- | ------------------------ | ----------- | ----------- | ------------ | ------------ | ----------- | ----------- |
| 1                    | Sylvie Clerc             |             | PCF         | 4 625        | 33,58        | 6 440       | 47,93       |
| 1                    | Patrice Sac*             |             | PS          | 4 625        | 33,58        | 6 440       | 47,93       |
| 2                    | Flavia Mangano           |             | FN          | 2 959        | 21,48        |             |             |
| 2                    | Jimmy Mingot             |             | FN          | 2 959        | 21,48        |             |             |
| 3                    | Pascal Picard            |             | UMP         | 4 525        | 32,85        | 6 996       | 52,07       |
| 3                    | Christine Rodier         |             | UMP         | 4 525        | 32,85        | 6 996       | 52,07       |
| 4                    | Mounia Benaili           |             | FG          | 981          | 7,12         |             |             |
| 4                    | Jean-Christophe Ton-That |             | FG          | 981          | 7,12         |             |             |
| 5                    | Lisa Haddad              |             | DLF         | 683          | 4,96         |             |             |
| 5                    | Laurent Jacobelli        |             | DLF         | 683          | 4,96         |             |             |
|                      |                          |             |             |              |              |             |             |
| Inscrits             | Inscrits                 | Inscrits    | Inscrits    | 31 715       | 100,00       | 31 717      | 100,00      |
| Abstentions          | Abstentions              | Abstentions | Abstentions | 17 444       | 55,00        | 17 439      | 54,98       |
| Votants              | Votants                  | Votants     | Votants     | 14 271       | 45,00        | 14 278      | 45,02       |
| Blancs               | Blancs                   | Blancs      | Blancs      | 337          | 2,36         | 539         | 3,78        |
| Nuls                 | Nuls                     | Nuls        | Nuls        | 161          | 1,13         | 303         | 2,12        |
| Exprimés             | Exprimés                 | Exprimés    | Exprimés    | 13 773       | 96,51        | 13 436      | 94,10       |
| * conseiller sortant |                          |             |             |              |              |             |             |

### Canton de Brétigny-sur-Orge
| Candidats            | Candidats              | Partis      | Partis      | Premier tour | Premier tour | Second tour | Second tour |
| Candidats            | Candidats              | Partis      | Partis      | Voix         | %            | Voix        | %           |
| -------------------- | ---------------------- | ----------- | ----------- | ------------ | ------------ | ----------- | ----------- |
| 1                    | Justine Gaubier        |             | MoDem       | 1 055        | 6,11         |             |             |
| 1                    | Fabien Micou           |             | MoDem       | 1 055        | 6,11         |             |             |
| 2                    | Lydie Degrelle-Kerloch |             | FN          | 4 378        | 25,36        |             |             |
| 2                    | Gaëtan Dussausaye      |             | FN          | 4 378        | 25,36        |             |             |
| 3                    | Nicolas Méary          |             | UDI         | 5 927        | 34,33        | 9 309       | 56,33       |
| 3                    | Sophie Rigault         |             | UMP         | 5 927        | 34,33        | 9 309       | 56,33       |
| 4                    | Isabelle Catrain       |             | EÉLV        | 5 905        | 34,20        | 7 216       | 43,67       |
| 4                    | Michel Pouzol*         |             | PS          | 5 905        | 34,20        | 7 216       | 43,67       |
|                      |                        |             |             |              |              |             |             |
| Inscrits             | Inscrits               | Inscrits    | Inscrits    | 38 114       | 100,00       | 38 123      | 100,00      |
| Abstentions          | Abstentions            | Abstentions | Abstentions | 20 133       | 52,82        | 20 405      | 53,52       |
| Votants              | Votants                | Votants     | Votants     | 17 981       | 47,18        | 17 718      | 46,48       |
| Blancs               | Blancs                 | Blancs      | Blancs      | 496          | 2,76         | 780         | 4,40        |
| Nuls                 | Nuls                   | Nuls        | Nuls        | 220          | 1,22         | 413         | 2,33        |
| Exprimés             | Exprimés               | Exprimés    | Exprimés    | 17 265       | 96,02        | 16 525      | 93,27       |
| * conseiller sortant |                        |             |             |              |              |             |             |

### Canton de Corbeil-Essonnes
| Candidats            | Candidats           | Partis      | Partis      | Premier tour | Premier tour | Second tour | Second tour |
| Candidats            | Candidats           | Partis      | Partis      | Voix         | %            | Voix        | %           |
| -------------------- | ------------------- | ----------- | ----------- | ------------ | ------------ | ----------- | ----------- |
| 1                    | Marie-Hélène Bacon  |             | PS          | 2 759        | 21,73        |             |             |
| 1                    | Jacques Picard      |             | EÉLV        | 2 759        | 21,73        |             |             |
| 2                    | Jean-Pierre Bechter |             | UMP         | 3 030        | 23,86        | 6 970       | 62,96       |
| 2                    | Caroline Varin      |             | DVD         | 3 030        | 23,86        | 6 970       | 62,96       |
| 3                    | Xavier Dugoin       |             | UDI         | 1 299        | 10,23        |             |             |
| 3                    | Anissa Leroy        |             | DVD         | 1 299        | 10,23        |             |             |
| 4                    | Saliha Barkat       |             | FG          | 2 229        | 17,55        |             |             |
| 4                    | Bruno Piriou*       |             | FG          | 2 229        | 17,55        |             |             |
| 5                    | Gabriel Caillet     |             | FN          | 3 381        | 26,63        | 4 100       | 37,04       |
| 5                    | Sophie Legoff       |             | FN          | 3 381        | 26,63        | 4 100       | 37,04       |
|                      |                     |             |             |              |              |             |             |
| Inscrits             | Inscrits            | Inscrits    | Inscrits    | 32 042       | 100,00       | 32 042      | 100,00      |
| Abstentions          | Abstentions         | Abstentions | Abstentions | 18 741       | 58,49        | 18 862      | 58,87       |
| Votants              | Votants             | Votants     | Votants     | 13 301       | 41,51        | 13 180      | 41,13       |
| Blancs               | Blancs              | Blancs      | Blancs      | 405          | 3,04         | 1 547       | 11,74       |
| Nuls                 | Nuls                | Nuls        | Nuls        | 198          | 1,49         | 563         | 4,27        |
| Exprimés             | Exprimés            | Exprimés    | Exprimés    | 12 698       | 95,47        | 11 070      | 83,99       |
| * conseiller sortant |                     |             |             |              |              |             |             |

### Canton de Dourdan
| Candidats            | Candidats           | Partis      | Partis      | Premier tour | Premier tour | Second tour | Second tour |
| Candidats            | Candidats           | Partis      | Partis      | Voix         | %            | Voix        | %           |
| -------------------- | ------------------- | ----------- | ----------- | ------------ | ------------ | ----------- | ----------- |
| 1                    | Marie-Ange Roussel  |             | DVD         | 5 253        | 22,80        |             |             |
| 1                    | Christian Schoettl  |             | UDI         | 5 253        | 22,80        |             |             |
| 2                    | Maryvonne Boquet    |             | PS          | 6 594        | 28,62        | 8 730       | 42,25       |
| 2                    | Bernard Vera        |             | PCF         | 6 594        | 28,62        | 8 730       | 42,25       |
| 3                    | François Hélie      |             | FN          | 5 172        | 22,45        |             |             |
| 3                    | Vanessa Juille      |             | FN          | 5 172        | 22,45        |             |             |
| 4                    | Dany Boyer          |             | DVD         | 6 019        | 26,13        | 11 935      | 57,75       |
| 4                    | Dominique Écharoux* |             | UMP         | 6 019        | 26,13        | 11 935      | 57,75       |
|                      |                     |             |             |              |              |             |             |
| Inscrits             | Inscrits            | Inscrits    | Inscrits    | 45 859       | 100,00       | 45 857      | 100,00      |
| Abstentions          | Abstentions         | Abstentions | Abstentions | 22 049       | 48,08        | 23 287      | 50,78       |
| Votants              | Votants             | Votants     | Votants     | 23 810       | 51,92        | 22 570      | 49,22       |
| Blancs               | Blancs              | Blancs      | Blancs      | 494          | 2,07         | 1 297       | 5,75        |
| Nuls                 | Nuls                | Nuls        | Nuls        | 278          | 1,17         | 608         | 2,69        |
| Exprimés             | Exprimés            | Exprimés    | Exprimés    | 23 038       | 96,76        | 20 665      | 91,56       |
| * conseiller sortant |                     |             |             |              |              |             |             |

### Canton de Draveil
| Candidats   | Candidats              | Partis      | Partis      | Premier tour | Premier tour | Second tour | Second tour |
| Candidats   | Candidats              | Partis      | Partis      | Voix         | %            | Voix        | %           |
| ----------- | ---------------------- | ----------- | ----------- | ------------ | ------------ | ----------- | ----------- |
| 1           | Fabienne Bellay        |             | PCF         | 121          | 0,68         |             |             |
| 1           | Jean-Pierre Sauvage    |             | PCF         | 121          | 0,68         |             |             |
| 2           | Dominique Leuliet      |             | PCD         | 0            | 0,00         |             |             |
| 2           | Fabienne Sorolla       |             | MoDem       | 0            | 0,00         |             |             |
| 3           | Aurélie Gros           |             | UMP         | 6 744        | 37,68        | 10 071      | 61,74       |
| 3           | Georges Tron           |             | UMP         | 6 744        | 37,68        | 10 071      | 61,74       |
| 4           | Évelyne Diet           |             | FN          | 3 481        | 19,45        |             |             |
| 4           | Cédric Giraud          |             | FN          | 3 481        | 19,45        |             |             |
| 5           | Philippe Olivier       |             | DLF         | 2 451        | 13,69        |             |             |
| 5           | Anne-Christine Poisson |             | DLF         | 2 451        | 13,69        |             |             |
| 6           | Rachida Ferhat         |             | PS          | 5 102        | 28,50        | 6 240       | 38,26       |
| 6           | Jean-Marc Pasquet      |             | EÉLV        | 5 102        | 28,50        | 6 240       | 38,26       |
|             |                        |             |             |              |              |             |             |
| Inscrits    | Inscrits               | Inscrits    | Inscrits    | 36 714       | 100,00       | 36 714      | 100,00      |
| Abstentions | Abstentions            | Abstentions | Abstentions | 17 859       | 48,64        | 18 897      | 51,47       |
| Votants     | Votants                | Votants     | Votants     | 18 855       | 51,36        | 17 817      | 48,53       |
| Blancs      | Blancs                 | Blancs      | Blancs      | 647          | 3,43         | 1 088       | 6,11        |
| Nuls        | Nuls                   | Nuls        | Nuls        | 309          | 1,64         | 418         | 2,35        |
| Exprimés    | Exprimés               | Exprimés    | Exprimés    | 17 899       | 94,93        | 16 311      | 91,55       |

### Canton d'Épinay-sous-Sénart
| Candidats   | Candidats                | Partis      | Partis      | Premier tour | Premier tour | Second tour | Second tour |
| Candidats   | Candidats                | Partis      | Partis      | Voix         | %            | Voix        | %           |
| ----------- | ------------------------ | ----------- | ----------- | ------------ | ------------ | ----------- | ----------- |
| 1           | Georges Pujals           |             | DLF         | 2 428        | 16,00        |             |             |
| 1           | Élisabeth Rozsa-Guérin   |             | DLF         | 2 428        | 16,00        |             |             |
| 2           | Catherine Aliquot-Vialat |             | UMP         | 3 402        | 22,42        |             |             |
| 2           | Laurent Béteille         |             | UMP         | 3 402        | 22,42        |             |             |
| 3           | Olivia Le Roux           |             | FN          | 3 741        | 24,66        | 5 481       | 38,23       |
| 3           | Laurent Stillen          |             | FN          | 3 741        | 24,66        | 5 481       | 38,23       |
| 4           | Matias Rodriguez         |             | FG          | 1 014        | 6,68         |             |             |
| 4           | Marie-France Winghardt   |             | FG          | 1 014        | 6,68         |             |             |
| 5           | Damien Allouch           |             | PS          | 4 586        | 30,23        | 8 857       | 61,77       |
| 5           | Annick Dischbein         |             | PS          | 4 586        | 30,23        | 8 857       | 61,77       |
|             |                          |             |             |              |              |             |             |
| Inscrits    | Inscrits                 | Inscrits    | Inscrits    | 34 634       | 100,00       | 34 633      | 100,00      |
| Abstentions | Abstentions              | Abstentions | Abstentions | 18 844       | 54,41        | 18 617      | 53,76       |
| Votants     | Votants                  | Votants     | Votants     | 15 790       | 45,59        | 16 016      | 46,24       |
| Blancs      | Blancs                   | Blancs      | Blancs      | 446          | 2,82         | 1 248       | 7,79        |
| Nuls        | Nuls                     | Nuls        | Nuls        | 173          | 1,10         | 430         | 2,68        |
| Exprimés    | Exprimés                 | Exprimés    | Exprimés    | 15 171       | 96,08        | 14 338      | 89,52       |

### Canton d'Étampes
| Candidats            | Candidats              | Partis      | Partis      | Premier tour | Premier tour | Second tour | Second tour |
| Candidats            | Candidats              | Partis      | Partis      | Voix         | %            | Voix        | %           |
| -------------------- | ---------------------- | ----------- | ----------- | ------------ | ------------ | ----------- | ----------- |
| 1                    | Marie-Claire Chambaret |             | DVD         | 8 321        | 43,11        | 11 417      | 65,52       |
| 1                    | Guy Crosnier*          |             | UMP         | 8 321        | 43,11        | 11 417      | 65,52       |
| 2                    | Philippe Fourcault     |             | FG          | 1 585        | 8,21         |             |             |
| 2                    | Camille Olivier        |             | FG          | 1 585        | 8,21         |             |             |
| 3                    | Grégory Courtas        |             | EÉLV        | 3 529        | 18,28        |             |             |
| 3                    | Marie-Thérèse Wachet   |             | PS          | 3 529        | 18,28        |             |             |
| 4                    | Valentin Millard       |             | FN          | 5 865        | 30,39        | 6 008       | 34,48       |
| 4                    | Maryvonne Roulet       |             | FN          | 5 865        | 30,39        | 6 008       | 34,48       |
|                      |                        |             |             |              |              |             |             |
| Inscrits             | Inscrits               | Inscrits    | Inscrits    | 40 019       | 100,00       | 40 017      | 100,00      |
| Abstentions          | Abstentions            | Abstentions | Abstentions | 19 932       | 49,81        | 20 764      | 51,89       |
| Votants              | Votants                | Votants     | Votants     | 20 087       | 50,19        | 19 253      | 48,11       |
| Blancs               | Blancs                 | Blancs      | Blancs      | 569          | 2,83         | 1 337       | 6,94        |
| Nuls                 | Nuls                   | Nuls        | Nuls        | 218          | 1,09         | 491         | 2,55        |
| Exprimés             | Exprimés               | Exprimés    | Exprimés    | 19 300       | 96,08        | 17 425      | 90,51       |
| * conseiller sortant |                        |             |             |              |              |             |             |

### Canton d'Évry
| Candidats   | Candidats           | Partis      | Partis      | Premier tour | Premier tour | Second tour | Second tour |
| Candidats   | Candidats           | Partis      | Partis      | Voix         | %            | Voix        | %           |
| ----------- | ------------------- | ----------- | ----------- | ------------ | ------------ | ----------- | ----------- |
| 1           | Danielle Oger       |             | FN          | 2 315        | 20,49        | 3 082       | 27,20       |
| 1           | Jean Perry          |             | FN          | 2 315        | 20,49        | 3 082       | 27,20       |
| 2           | Alban Bakary        |             | MoDem       | 733          | 6,49         |             |             |
| 2           | Marie-Thérèse Plaud |             | MoDem       | 733          | 6,49         |             |             |
| 3           | Ronan Fleury        |             | PS          | 4 722        | 41,80        | 8 250       | 72,80       |
| 3           | Fatoumata Koïta     |             | PS          | 4 722        | 41,80        | 8 250       | 72,80       |
| 4           | Johanna de Sousa    |             | UMP         | 2 259        | 20,00        |             |             |
| 4           | Jacques Géring      |             | UDI         | 2 259        | 20,00        |             |             |
| 5           | Marie Antil         |             | FG          | 1 267        | 11,22        |             |             |
| 5           | Samir Benamara      |             | FG          | 1 267        | 11,22        |             |             |
|             |                     |             |             |              |              |             |             |
| Inscrits    | Inscrits            | Inscrits    | Inscrits    | 31 816       | 100,00       | 31 816      | 100,00      |
| Abstentions | Abstentions         | Abstentions | Abstentions | 19 986       | 62,82        | 19 401      | 60,98       |
| Votants     | Votants             | Votants     | Votants     | 11 830       | 37,18        | 12 415      | 39,02       |
| Blancs      | Blancs              | Blancs      | Blancs      | 378          | 3,20         | 783         | 6,31        |
| Nuls        | Nuls                | Nuls        | Nuls        | 156          | 1,32         | 300         | 2,42        |
| Exprimés    | Exprimés            | Exprimés    | Exprimés    | 11 296       | 95,49        | 11 332      | 91,28       |

### Canton de Gif-sur-Yvette
| Candidats            | Candidats        | Partis      | Partis      | Premier tour | Premier tour | Second tour | Second tour |
| Candidats            | Candidats        | Partis      | Partis      | Voix         | %            | Voix        | %           |
| -------------------- | ---------------- | ----------- | ----------- | ------------ | ------------ | ----------- | ----------- |
| 1                    | Yvan Lubraneski  |             | PS          | 8 117        | 32,77        | 9 438       | 41,24       |
| 1                    | Céline Ramstein  |             | EÉLV        | 8 117        | 32,77        | 9 438       | 41,24       |
| 2                    | Michel Bournat*  |             | UMP         | 11 798       | 47,64        | 13 447      | 58,76       |
| 2                    | Laure Darcos     |             | UMP         | 11 798       | 47,64        | 13 447      | 58,76       |
| 3                    | Brigitte Bardet  |             | FN          | 3 040        | 12,27        |             |             |
| 3                    | Patrice Bruera   |             | FN          | 3 040        | 12,27        |             |             |
| 4                    | Yveline Delallée |             | FG          | 1 811        | 7,31         |             |             |
| 4                    | Alban Mosnier    |             | FG          | 1 811        | 7,31         |             |             |
|                      |                  |             |             |              |              |             |             |
| Inscrits             | Inscrits         | Inscrits    | Inscrits    | 47 811       | 100,00       | 47 808      | 100,00      |
| Abstentions          | Abstentions      | Abstentions | Abstentions | 22 226       | 46,49        | 23 736      | 49,65       |
| Votants              | Votants          | Votants     | Votants     | 25 585       | 53,51        | 24 072      | 50,35       |
| Blancs               | Blancs           | Blancs      | Blancs      | 599          | 2,34         | 779         | 3,24        |
| Nuls                 | Nuls             | Nuls        | Nuls        | 220          | 0,86         | 408         | 1,69        |
| Exprimés             | Exprimés         | Exprimés    | Exprimés    | 24 766       | 96,80        | 22 885      | 95,07       |
| * conseiller sortant |                  |             |             |              |              |             |             |

### Canton de Longjumeau
| Candidats   | Candidats                | Partis      | Partis      | Premier tour | Premier tour | Second tour | Second tour |
| Candidats   | Candidats                | Partis      | Partis      | Voix         | %            | Voix        | %           |
| ----------- | ------------------------ | ----------- | ----------- | ------------ | ------------ | ----------- | ----------- |
| 1           | Franck Beeldens-Da Silva |             | FN          | 4 742        | 25,55        |             |             |
| 1           | Françoise Walbecq        |             | FN          | 4 742        | 25,55        |             |             |
| 2           | Sandrine Gelot Rateau    |             | UMP         | 6 827        | 36,79        | 10 435      | 62,91       |
| 2           | Claude Pons              |             | UMP         | 6 827        | 36,79        | 10 435      | 62,91       |
| 3           | Mireille Cuniot-Ponsard  |             | EÉLV        | 5 043        | 27,17        | 6 151       | 37,09       |
| 3           | Didier Varenne           |             | PS          | 5 043        | 27,17        | 6 151       | 37,09       |
| 4           | François Pelletant       |             | DVD         | 1 947        | 10,49        |             |             |
| 4           | Valérie Tran             |             | DVD         | 1 947        | 10,49        |             |             |
|             |                          |             |             |              |              |             |             |
| Inscrits    | Inscrits                 | Inscrits    | Inscrits    | 40 727       | 100,00       | 40 725      | 100,00      |
| Abstentions | Abstentions              | Abstentions | Abstentions | 21 419       | 52,59        | 22 630      | 55,57       |
| Votants     | Votants                  | Votants     | Votants     | 19 308       | 47,41        | 18 095      | 44,43       |
| Blancs      | Blancs                   | Blancs      | Blancs      | 548          | 2,84         | 1 049       | 5,80        |
| Nuls        | Nuls                     | Nuls        | Nuls        | 201          | 1,04         | 460         | 2,54        |
| Exprimés    | Exprimés                 | Exprimés    | Exprimés    | 18 559       | 96,12        | 16 586      | 91,66       |

### Canton de Massy
| Candidats            | Candidats             | Partis      | Partis      | Premier tour | Premier tour | Second tour | Second tour |
| Candidats            | Candidats             | Partis      | Partis      | Voix         | %            | Voix        | %           |
| -------------------- | --------------------- | ----------- | ----------- | ------------ | ------------ | ----------- | ----------- |
| 1                    | Audrey Molina         |             | FN          | 3 212        | 19,13        |             |             |
| 1                    | François Wary         |             | FN          | 3 212        | 19,13        |             |             |
| 2                    | Martine Cinosi-Girard |             | UMP         | 5 634        | 33,56        | 7 898       | 48,46       |
| 2                    | Pierre Ollier         |             | UDI         | 5 634        | 33,56        | 7 898       | 48,46       |
| 3                    | Colette Jan           |             | FG          | 1 226        | 7,30         |             |             |
| 3                    | Philippe Juraver      |             | FG          | 1 226        | 7,30         |             |             |
| 4                    | Jérôme Guedj*         |             | PS          | 6 717        | 40,01        | 8 399       | 51,54       |
| 4                    | Rafika Rezgui         |             | PS          | 6 717        | 40,01        | 8 399       | 51,54       |
|                      |                       |             |             |              |              |             |             |
| Inscrits             | Inscrits              | Inscrits    | Inscrits    | 38 681       | 100,00       | 38 682      | 100,00      |
| Abstentions          | Abstentions           | Abstentions | Abstentions | 21 281       | 55,02        | 21 335      | 55,15       |
| Votants              | Votants               | Votants     | Votants     | 17 400       | 44,98        | 17 347      | 44,85       |
| Blancs               | Blancs                | Blancs      | Blancs      | 442          | 2,54         | 678         | 3,91        |
| Nuls                 | Nuls                  | Nuls        | Nuls        | 169          | 0,97         | 372         | 2,14        |
| Exprimés             | Exprimés              | Exprimés    | Exprimés    | 16 789       | 96,49        | 16 297      | 93,95       |
| * conseiller sortant |                       |             |             |              |              |             |             |

### Canton de Mennecy
| Candidats            | Candidats               | Partis      | Partis      | Premier tour | Premier tour | Second tour | Second tour |
| Candidats            | Candidats               | Partis      | Partis      | Voix         | %            | Voix        | %           |
| -------------------- | ----------------------- | ----------- | ----------- | ------------ | ------------ | ----------- | ----------- |
| 1                    | Marie-France Lasfargues |             | EÉLV        | 6 018        | 27,09        | 5 972       | 26,19       |
| 1                    | Patrick Polverelli      |             | EÉLV        | 6 018        | 27,09        | 5 972       | 26,19       |
| 2                    | Patrick Imbert*         |             | UMP         | 8 877        | 39,95        | 9 871       | 43,29       |
| 2                    | Caroline Parâtre*       |             | UMP         | 8 877        | 39,95        | 9 871       | 43,29       |
| 3                    | Valérie Girard          |             | FN          | 7 323        | 32,96        | 6 957       | 30,51       |
| 3                    | Julien Schénardi        |             | FN          | 7 323        | 32,96        | 6 957       | 30,51       |
|                      |                         |             |             |              |              |             |             |
| Inscrits             | Inscrits                | Inscrits    | Inscrits    | 47 425       | 100,00       | 47 423      | 100,00      |
| Abstentions          | Abstentions             | Abstentions | Abstentions | 24 166       | 50,96        | 23 909      | 50,42       |
| Votants              | Votants                 | Votants     | Votants     | 23 259       | 49,04        | 23 514      | 49,58       |
| Blancs               | Blancs                  | Blancs      | Blancs      | 761          | 3,27         | 531         | 2,26        |
| Nuls                 | Nuls                    | Nuls        | Nuls        | 280          | 1,20         | 183         | 0,78        |
| Exprimés             | Exprimés                | Exprimés    | Exprimés    | 22 218       | 95,52        | 22 800      | 96,96       |
| * conseiller sortant |                         |             |             |              |              |             |             |

### Canton de Palaiseau
| Candidats            | Candidats                 | Partis      | Partis      | Premier tour | Premier tour | Second tour | Second tour |
| Candidats            | Candidats                 | Partis      | Partis      | Voix         | %            | Voix        | %           |
| -------------------- | ------------------------- | ----------- | ----------- | ------------ | ------------ | ----------- | ----------- |
| 1                    | Frédérique Dumont         |             | FG          | 1 692        | 8,71         |             |             |
| 1                    | Gabriel Laumosne          |             | FG          | 1 692        | 8,71         |             |             |
| 2                    | Ludivine Delanoue         |             | DLF         | 889          | 4,58         |             |             |
| 2                    | Éric Houet                |             | DLF         | 889          | 4,58         |             |             |
| 3                    | Anne Launay               |             | EÉLV        | 7 626        | 39,27        | 9 527       | 50,82       |
| 3                    | David Ros*                |             | PS          | 7 626        | 39,27        | 9 527       | 50,82       |
| 4                    | Marie-Christine Graveleau |             | UMP         | 6 525        | 33,60        | 9 219       | 49,18       |
| 4                    | Francisque Vigouroux      |             | UDI         | 6 525        | 33,60        | 9 219       | 49,18       |
| 5                    | Martine Authemayou        |             | FN          | 2 688        | 13,84        |             |             |
| 5                    | Franck Pignol-Verdon      |             | FN          | 2 688        | 13,84        |             |             |
|                      |                           |             |             |              |              |             |             |
| Inscrits             | Inscrits                  | Inscrits    | Inscrits    | 39 351       | 100,00       | 39 351      | 100,00      |
| Abstentions          | Abstentions               | Abstentions | Abstentions | 19 128       | 48,61        | 19 623      | 49,87       |
| Votants              | Votants                   | Votants     | Votants     | 20 223       | 51,39        | 19 728      | 50,13       |
| Blancs               | Blancs                    | Blancs      | Blancs      | 427          | 2,11         | 676         | 3,43        |
| Nuls                 | Nuls                      | Nuls        | Nuls        | 376          | 1,86         | 306         | 1,55        |
| Exprimés             | Exprimés                  | Exprimés    | Exprimés    | 19 420       | 96,03        | 18 746      | 95,02       |
| * conseiller sortant |                           |             |             |              |              |             |             |

### Canton de Ris-Orangis
| Candidats            | Candidats          | Partis      | Partis      | Premier tour | Premier tour | Second tour | Second tour |
| Candidats            | Candidats          | Partis      | Partis      | Voix         | %            | Voix        | %           |
| -------------------- | ------------------ | ----------- | ----------- | ------------ | ------------ | ----------- | ----------- |
| 1                    | Isabelle Rossignol |             | FN          | 3 973        | 29,14        | 5 246       | 39,38       |
| 1                    | Claude Stillen     |             | FN          | 3 973        | 29,14        | 5 246       | 39,38       |
| 2                    | Arnaud Barroux     |             | UMP         | 3 600        | 26,40        |             |             |
| 2                    | Nhu Anh Désormeaux |             | UMP         | 3 600        | 26,40        |             |             |
| 3                    | Olivier Corzani    |             | FG          | 960          | 7,04         |             |             |
| 3                    | Isabelle Flandin   |             | FG          | 960          | 7,04         |             |             |
| 4                    | Hélène Dian-Leloup |             | EÉLV        | 4 747        | 34,82        | 8 074       | 60,62       |
| 4                    | Stéphane Raffalli* |             | PS          | 4 747        | 34,82        | 8 074       | 60,62       |
| 5                    | Pascal Denis       |             | DVG         | 354          | 2,60         |             |             |
| 5                    | Josette Scarabello |             | DVG         | 354          | 2,60         |             |             |
|                      |                    |             |             |              |              |             |             |
| Inscrits             | Inscrits           | Inscrits    | Inscrits    | 30 837       | 100,00       | 30 937      | 100,00      |
| Abstentions          | Abstentions        | Abstentions | Abstentions | 16 590       | 53,80        | 16 245      | 52,51       |
| Votants              | Votants            | Votants     | Votants     | 14 247       | 46,20        | 14 692      | 47,49       |
| Blancs               | Blancs             | Blancs      | Blancs      | 366          | 2,57         | 957         | 6,51        |
| Nuls                 | Nuls               | Nuls        | Nuls        | 247          | 1,73         | 415         | 2,82        |
| Exprimés             | Exprimés           | Exprimés    | Exprimés    | 13 634       | 95,70        | 13 320      | 90,66       |
| * conseiller sortant |                    |             |             |              |              |             |             |

### Canton de Sainte-Geneviève-des-Bois
| Candidats            | Candidats          | Partis      | Partis      | Premier tour | Premier tour | Second tour | Second tour |
| Candidats            | Candidats          | Partis      | Partis      | Voix         | %            | Voix        | %           |
| -------------------- | ------------------ | ----------- | ----------- | ------------ | ------------ | ----------- | ----------- |
| 1                    | Marianne Duranton* |             | UDI         | 5 358        | 27,45        | 8 679       | 47,45       |
| 1                    | Claude Lourdin     |             | UMP         | 5 358        | 27,45        | 8 679       | 47,45       |
| 2                    | Lucie Dedi         |             | FN          | 4 290        | 21,98        |             |             |
| 2                    | Gaël Fouilleul     |             | FN          | 4 290        | 21,98        |             |             |
| 3                    | Frédéric Petitta*  |             | PS          | 8 275        | 42,39        | 9 613       | 52,55       |
| 3                    | Marjolaine Rauze*  |             | PCF         | 8 275        | 42,39        | 9 613       | 52,55       |
| 4                    | Bernard Etteinger  |             | FG          | 816          | 4,18         |             |             |
| 4                    | Annick Perriaud    |             | FG          | 816          | 4,18         |             |             |
| 5                    | Hélène Brung       |             | DLF         | 781          | 4,00         |             |             |
| 5                    | Arnaud Marec       |             | DLF         | 781          | 4,00         |             |             |
|                      |                    |             |             |              |              |             |             |
| Inscrits             | Inscrits           | Inscrits    | Inscrits    | 42 251       | 100,00       | 42 251      | 100,00      |
| Abstentions          | Abstentions        | Abstentions | Abstentions | 22 027       | 52,13        | 22 788      | 53,93       |
| Votants              | Votants            | Votants     | Votants     | 20 224       | 47,87        | 19 463      | 46,07       |
| Blancs               | Blancs             | Blancs      | Blancs      | 455          | 2,25         | 728         | 3,74        |
| Nuls                 | Nuls               | Nuls        | Nuls        | 249          | 1,23         | 443         | 2,28        |
| Exprimés             | Exprimés           | Exprimés    | Exprimés    | 19 520       | 96,52        | 18 292      | 93,98       |
| * conseiller sortant |                    |             |             |              |              |             |             |

### Canton de Savigny-sur-Orge
| Candidats            | Candidats          | Partis      | Partis      | Premier tour | Premier tour | Second tour | Second tour |
| Candidats            | Candidats          | Partis      | Partis      | Voix         | %            | Voix        | %           |
| -------------------- | ------------------ | ----------- | ----------- | ------------ | ------------ | ----------- | ----------- |
| 1                    | Michel Fesler      |             | FN          | 4 410        | 26,76        | 4 714       | 31,79       |
| 1                    | Audrey Guibert     |             | FN          | 4 410        | 26,76        | 4 714       | 31,79       |
| 2                    | Éric Mehlhorn*     |             | UMP         | 5 566        | 33,78        | 10 114      | 68,21       |
| 2                    | Brigitte Vermillet |             | UMP         | 5 566        | 33,78        | 10 114      | 68,21       |
| 3                    | Chirinne Ardakani  |             | PRG         | 4 127        | 25,05        |             |             |
| 3                    | Pierre Guyard      |             | PS          | 4 127        | 25,05        |             |             |
| 4                    | Martial Gauthier   |             | FG          | 1 060        | 6,43         |             |             |
| 4                    | Odile Toitot       |             | FG          | 1 060        | 6,43         |             |             |
| 5                    | Maïa Hayward       |             | DVD         | 1 315        | 7,98         |             |             |
| 5                    | Olivier Vagneux    |             | DVD         | 1 315        | 7,98         |             |             |
|                      |                    |             |             |              |              |             |             |
| Inscrits             | Inscrits           | Inscrits    | Inscrits    | 36 117       | 100,00       | 36 117      | 100,00      |
| Abstentions          | Abstentions        | Abstentions | Abstentions | 19 168       | 53,07        | 19 425      | 53,78       |
| Votants              | Votants            | Votants     | Votants     | 16 949       | 46,93        | 16 692      | 46,22       |
| Blancs               | Blancs             | Blancs      | Blancs      | 332          | 1,96         | 1 372       | 8,22        |
| Nuls                 | Nuls               | Nuls        | Nuls        | 139          | 0,82         | 492         | 2,95        |
| Exprimés             | Exprimés           | Exprimés    | Exprimés    | 16 478       | 97,22        | 14 828      | 88,83       |
| * conseiller sortant |                    |             |             |              |              |             |             |

### Canton des Ulis
| Candidats            | Candidats              | Partis      | Partis      | Premier tour | Premier tour | Second tour | Second tour |
| Candidats            | Candidats              | Partis      | Partis      | Voix         | %            | Voix        | %           |
| -------------------- | ---------------------- | ----------- | ----------- | ------------ | ------------ | ----------- | ----------- |
| 1                    | Annick Le Poul         |             | FG          | 994          | 6,67         |             |             |
| 1                    | Michel Pedoussaut      |             | FG          | 994          | 6,67         |             |             |
| 2                    | Sandra Guettala        |             | FN          | 3 004        | 20,17        |             |             |
| 2                    | Luc Martin             |             | FN          | 3 004        | 20,17        |             |             |
| 3                    | Jérôme Cauët*          |             | PS          | 5 279        | 35,44        | 6 725       | 46,80       |
| 3                    | Maud Olivier*          |             | PS          | 5 279        | 35,44        | 6 725       | 46,80       |
| 4                    | Dominique Fontenaille* |             | DVD         | 5 618        | 37,72        | 7 646       | 53,20       |
| 4                    | Françoise Marhuenda    |             | SE          | 5 618        | 37,72        | 7 646       | 53,20       |
|                      |                        |             |             |              |              |             |             |
| Inscrits             | Inscrits               | Inscrits    | Inscrits    | 32 823       | 100,00       | 32 840      | 100,00      |
| Abstentions          | Abstentions            | Abstentions | Abstentions | 17 272       | 52,62        | 17 486      | 53,25       |
| Votants              | Votants                | Votants     | Votants     | 15 551       | 47,38        | 15 354      | 46,75       |
| Blancs               | Blancs                 | Blancs      | Blancs      | 499          | 3,21         | 684         | 4,45        |
| Nuls                 | Nuls                   | Nuls        | Nuls        | 157          | 1,01         | 299         | 1,95        |
| Exprimés             | Exprimés               | Exprimés    | Exprimés    | 14 895       | 95,78        | 14 371      | 93,60       |
| * conseiller sortant |                        |             |             |              |              |             |             |

### Canton de Vigneux-sur-Seine
| Candidats            | Candidats         | Partis      | Partis      | Premier tour | Premier tour | Second tour | Second tour |
| Candidats            | Candidats         | Partis      | Partis      | Voix         | %            | Voix        | %           |
| -------------------- | ----------------- | ----------- | ----------- | ------------ | ------------ | ----------- | ----------- |
| 1                    | Aude Bristot      |             | PS          | 4 598        | 30,90        | 5 597       | 41,13       |
| 1                    | Didier Hoeltgen*  |             | PS          | 4 598        | 30,90        | 5 597       | 41,13       |
| 2                    | Pascal Fiquet     |             | FG          | 909          | 6,11         |             |             |
| 2                    | Abi Osmani        |             | FG          | 909          | 6,11         |             |             |
| 3                    | François Durovray |             | UMP         | 6 096        | 40,96        | 8 011       | 58,87       |
| 3                    | Nicole Poinsot    |             | UMP         | 6 096        | 40,96        | 8 011       | 58,87       |
| 4                    | Maxime Mangeot    |             | FN          | 3 278        | 22,03        |             |             |
| 4                    | Suzanne Petit     |             | FN          | 3 278        | 22,03        |             |             |
|                      |                   |             |             |              |              |             |             |
| Inscrits             | Inscrits          | Inscrits    | Inscrits    | 34 047       | 100,00       | 34 045      | 100,00      |
| Abstentions          | Abstentions       | Abstentions | Abstentions | 18 498       | 54,33        | 19 402      | 56,99       |
| Votants              | Votants           | Votants     | Votants     | 15 549       | 45,67        | 14 643      | 43,01       |
| Blancs               | Blancs            | Blancs      | Blancs      | 368          | 2,37         | 639         | 4,36        |
| Nuls                 | Nuls              | Nuls        | Nuls        | 300          | 1,93         | 396         | 2,70        |
| Exprimés             | Exprimés          | Exprimés    | Exprimés    | 14 881       | 95,70        | 13 608      | 92,93       |
| * conseiller sortant |                   |             |             |              |              |             |             |

### Canton de Viry-Châtillon
| Candidats            | Candidats         | Partis      | Partis      | Premier tour | Premier tour | Second tour | Second tour |
| Candidats            | Candidats         | Partis      | Partis      | Voix         | %            | Voix        | %           |
| -------------------- | ----------------- | ----------- | ----------- | ------------ | ------------ | ----------- | ----------- |
| 1                    | Jérôme Bérenger   |             | UMP         | 4 040        | 35,99        | 5 875       | 52,62       |
| 1                    | Sylvie Gibert     |             | MoDem       | 4 040        | 35,99        | 5 875       | 52,62       |
| 2                    | Paul Da Silva*    |             | DVG         | 4 609        | 41,06        | 5 290       | 47,38       |
| 2                    | Yveline Le Briand |             | PCF         | 4 609        | 41,06        | 5 290       | 47,38       |
| 3                    | Thierry Denis     |             | FN          | 2 576        | 22,95        |             |             |
| 3                    | Anne Larrignon    |             | FN          | 2 576        | 22,95        |             |             |
|                      |                   |             |             |              |              |             |             |
| Inscrits             | Inscrits          | Inscrits    | Inscrits    | 29 018       | 100,00       | 29 015      | 100,00      |
| Abstentions          | Abstentions       | Abstentions | Abstentions | 17 322       | 59,69        | 17 281      | 59,56       |
| Votants              | Votants           | Votants     | Votants     | 11 696       | 40,31        | 11 734      | 40,44       |
| Blancs               | Blancs            | Blancs      | Blancs      | 329          | 2,81         | 346         | 2,95        |
| Nuls                 | Nuls              | Nuls        | Nuls        | 142          | 1,21         | 223         | 1,90        |
| Exprimés             | Exprimés          | Exprimés    | Exprimés    | 11 225       | 95,97        | 11 165      | 95,15       |
| * conseiller sortant |                   |             |             |              |              |             |             |

### Canton d'Yerres
| Candidats   | Candidats          | Partis      | Partis      | Premier tour | Premier tour | Second tour | Second tour |
| Candidats   | Candidats          | Partis      | Partis      | Voix         | %            | Voix        | %           |
| ----------- | ------------------ | ----------- | ----------- | ------------ | ------------ | ----------- | ----------- |
| 1           | Irvin Bida         |             | UDI         | 2 020        | 13,05        |             |             |
| 1           | Valérie Ragot      |             | UMP         | 2 020        | 13,05        |             |             |
| 2           | Olivier Clodong    |             | DLF         | 6 945        | 44,87        | 9 797       | 68,99       |
| 2           | Martine Sureau     |             | DLF         | 6 945        | 44,87        | 9 797       | 68,99       |
| 3           | Élodie Jauneau     |             | PS          | 3 455        | 22,32        | 4 404       | 31,01       |
| 3           | Kile Olivier Yenge |             | PS          | 3 455        | 22,32        | 4 404       | 31,01       |
| 4           | Frank Boulle       |             | PCF         | 827          | 5,34         |             |             |
| 4           | Jacqueline Chagnon |             | PCF         | 827          | 5,34         |             |             |
| 5           | Nancy Demette      |             | FN          | 2 231        | 14,41        |             |             |
| 5           | André Donzeau      |             | FN          | 2 231        | 14,41        |             |             |
|             |                    |             |             |              |              |             |             |
| Inscrits    | Inscrits           | Inscrits    | Inscrits    | 32 976       | 100,00       | 33 277      | 100,00      |
| Abstentions | Abstentions        | Abstentions | Abstentions | 17 038       | 51,67        | 18 351      | 55,15       |
| Votants     | Votants            | Votants     | Votants     | 15 938       | 48,33        | 14 926      | 44,85       |
| Blancs      | Blancs             | Blancs      | Blancs      | 333          | 2,09         | 512         | 3,43        |
| Nuls        | Nuls               | Nuls        | Nuls        | 127          | 0,80         | 213         | 1,43        |
| Exprimés    | Exprimés           | Exprimés    | Exprimés    | 15 478       | 97,11        | 14 201      | 95,14       |